# Danielle Haim
Danielle Sari Haim, de nombre artístico Danielle Haim (Valle de San Fernando, Los Ángeles, California, 16 de febrero de 1989), es una cantante, compositora, música estadounidense. Es guitarrista y vocalista del grupo pop rock Haim, formada inicialmente en 2007 junto a sus hermanas Este y Alana Haim.

## Historia
Nacida y criada en el Valle de San Fernando, Los Ángeles, junto a sus hermanas, aprendió a tocar más de un instrumento.
Mientras aún seguía en la escuela formó una banda junto a sus padres y sus hermanas llamada Rockinhaim, con su padre Mordechai en la batería, su madre Donna en la guitarra, su hermana Este en el bajo y su hermana pequeña Alana en la guitarra, para hacer versiones. 
Danielle, junto a su hermana mayor, Este, fue miembro de The Valli Girls, un all-girl (en castellano: 'todo chicas') grupo que firmó con Columbia Records / Sony Records e hizo una aparición en la banda sonora original de la película adolescente de 2005 The Sisterhood of the Traveling Pants.
A medida que fueron creciendo, las hermanas se fueron interesando más en incorporar pop y R&B contemporáneo en su música, y en 2006 decidieron formar su propia banda: Haim. Pero no fue hasta el 7 de julio de 2007 cuando dieron su primer concierto como banda, y a partir de 2012 empezaron a publicar su música.
Después de graduarse en la escuela secundaria, se le ofreció a Danielle tocar la batería para uno de los actos de apertura de una gira de Jenny Lewis, lo que condujo a Lewis a ofrecerle a Danielle que fuera su guitarrista en su siguiente gira. El vocalista de The Strokes, Julian Casablancas, fue a ver uno de los conciertos de Lewis en esa gira, y se quedó tan impresionado que también le ofreció a Danielle que le acompañara en una parte de su gira. Ella también fue de gira como parte de Scarlet Fever, la banda de coro de Cee-Lo Green. Después de que Danielle tocara con estos artistas y después de que Este se graduara en UCLA, las hermanas decidieron que querían seguir su carrera como Haim.
Habiendo participado en giras como teloneras de artistas como Edward Shape & The Magnetic Zeros, The Henry Clay People y Kesha, el primer lanzamiento de Haim fue un EP de tres canciones titulado Forever que salió al mercado el 10 de febrero de 2012 y que estuvo gratis en su página web por un breve periodo de tiempo. El EP recibió mucha atención por parte de la prensa musical y del público en general, y un éxito total en el Festival The South by South West en marzo de 2012.
Haim firmó un contrato discográfico con Polydor Records en el Reino Unido en 2012, y su álbum debut Days Are Gone fue publicado el 27 de septiembre de 2013, recibiendo en general valoraciones muy favorables por parte de los críticos de música y llegando a ser n.º 1 en ventas en el Reino Unido y n.º 6 en los Estados Unidos.